# Deriazturbin

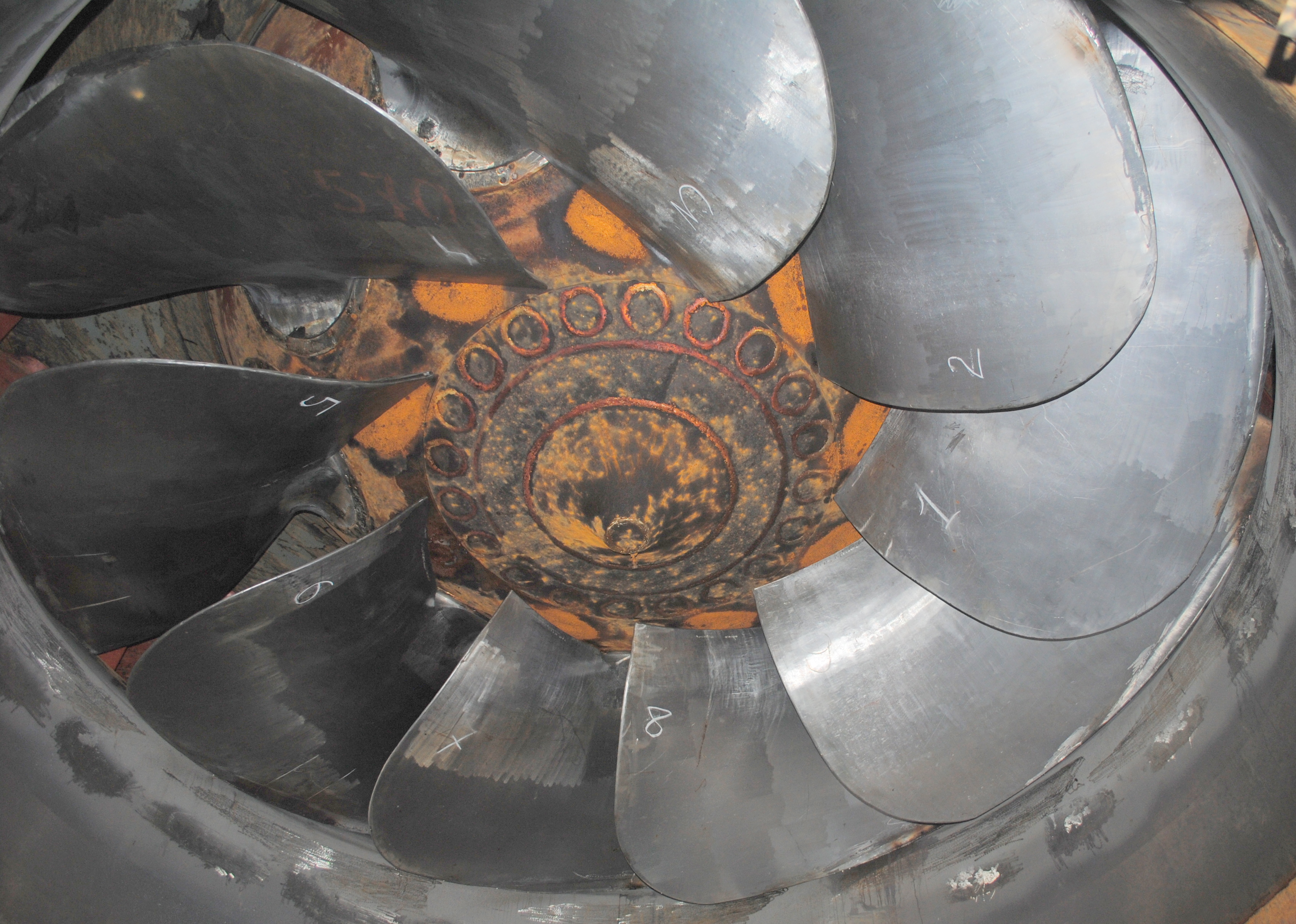
En av Deriazturbinerna i Kolymas vattenkraftverk.

Deriazturbinen är en radial-axialvattenturbin av reaktionstyp namngiven efter sin uppfinnare Paul Deriaz som fick patent på turbintypen 1947. Turbinen kombinerar det radiella inflödet och det axiella utflödet som kännetecknar francisturbinen med de ställbara skovlar för att variera anfallsvinkel som kännetecknar kaplanturbinen. Men där Kaplanturbinens skovlar vrids runt en axel som är vinkelrätt mot turbinens axel så vrids Deriazturbinens skovlar runt en lutande axel. Syftet med denna skillnad är att kunna utnyttja turbinen vid högre fallhöjder. Turbinen kan ha specifika varvtal från 130 till 450 och en fallhöjd från 25 till 200 meter. Turbintypen är tämligen ovanlig, i Sverige finns den bara installerad i Ajaure kraftstation.